# Plan de Defensa N.º 1
El Plan de Defensa N.º 1, conocido por su nombre en inglés Defence Scheme No. 1, fue un plan de guerra creado por el director de Operaciones Militares e Inteligencia de Canad, el teniente coronel James "Buster" Sutherland Brown, para un ataque preventivo canadiense contra los Estados Unidos en el caso hipotético de un conflicto entre los Estados Unidos y el Imperio británico.

## Objetivos
El Plan de Defensa N.º 1 se creó el 12 de abril de 1921 y detallaba una invasión sorpresa del norte de los Estados Unidos lo antes posible después de recibir evidencia de una invasión estadounidense de Canadá. Se suponía que Estados Unidos intentaría primero capturar Montreal y Ottawa y luego Hamilton, Toronto, las provincias de las praderas, Vancouver y el resto del suroeste de la Columbia Británica. El equivalente estadounidense del Plan de Defensa N.° 1 fue el Plan de Guerra Rojo, un plan para invadir Canadá como parte de una hipotética guerra con Reino Unido que se creó en 1930.
El propósito de invadir los EE. UU. era darle tiempo a Canadá para preparar su esfuerzo bélico y recibir ayuda desde Gran Bretaña. Según el plan, unidades terrestres de movilidad rápida (flying columns) canadienses posicionadas en el Comando del Pacífico, en el oeste de Canadá, serían enviadas inmediatamente a tomar por la fuerza Seattle, Spokane y Portland. Las tropas posicionadas en el Comando Prairie, en la mitad sur del país, atacarían Fargo y Great Falls, y luego avanzarían hacia Mineápolis. Se enviarían tropas de Quebec para apoderarse de Albany en un contraataque sorpresa, mientras que tropas de las Provincias Marítimas invadirían Maine. Cuando la resistencia creciera, los soldados canadienses se retirarían a sus propias fronteras, destruyendo puentes y ferrocarriles para retrasar la persecución militar estadounidense.

## Reconocimiento militar
El propio Brown realizó misiones de reconocimiento para el plan, junto con otros tenientes coroneles en operaciones encubiertas, de 1921 a 1926. Como señaló el historiador Pierre Berton en su libro Marching As to War, la investigación tenía "un aire estrafalario, que recordaba a las comedias mudas de la época". Para ilustrarlo, Berton citó los informes de Brown, en los que este registraba, entre otras cosas, que en Burlington, Vermont, la gente era "afable" y, por lo tanto, inusual para los estadounidenses; que los estadounidenses bebían mucho menos alcohol que los canadienses (era durante la Ley seca), y que al comentarlo a los estadounidenses, uno respondió: "¡Dios mío! Me tomaría una cerveza. Voy a 'Canady' a por más"; que los habitantes de Vermont solo serían soldados serios "si se les animaba"; y que muchos en Estados Unidos podrían simpatizar con la causa británica.

## Reacción
A pesar de la descripción que Berton hace del plan y de su creador como "quijotescos", señala que el plan tenía sus partidarios, como el general George Pearkes, quien comentó que el Plan de Defensa N.º 1 era un "plan fantástico y desesperado que podría haber funcionado".
Christopher M. Bell, sin embargo, criticó el plan como "suicida". Como Brown no se coordinó con los británicos, no sabía que los militares británicos no tenían planes de enviar un gran ejército a Canadá debido a que no podían defender su territorio contra Estados Unidos, que era mucho más grande. Su plan habría sacrificado así las mejores tropas canadienses sin ningún motivo. Brown tampoco comprendió la importancia de mantener abiertos Halifax, Nueva Escocia, uno de los principales objetivos en una invasión estadounidense, y otros puertos del Atlántico. Bell afirma que la mejor estrategia de Canadá habría sido, como esperaban los estadounidenses, emprender una guerra defensiva.
En 1928, el Plan de Defensa N.º 1 fue dado por concluido por el jefe del Estado Mayor, Andrew McNaughton, quien buscaba relaciones pacíficas entre Estados Unidos y Reino Bretaña. Por consiguiente, muchos de los documentos relacionados con el plan fueron destruidos.

### Libros
- Berton, Pierre.  Marching as to War:  Canada's Turbulent Years 1899-1953.  Anchor Canada:  2002. ISBN 978-0-385-25819-7.
- Harris, Steven, Canadian Brass: The Making of a Professional Army, 1860-1939. Toronto: University of Toronto Press, 1988. Includes a section on the interwar defence planning. ISBN 978-0-8020-5765-5.
- Preston, Richard A. The Defence of the Undefended Border: Planning for War in North America 1867-1939. Montreal and London: McGill-Queen's University Press, 1977. ISBN 978-0-7837-1149-2.